# SN 1996B
SN 1996B – supernowa typu II odkryta 16 stycznia 1996 roku w galaktyce NGC 4357. W momencie odkrycia miała maksymalną jasność 18,00m.